# 蕾贝卡·易卜拉欣
蕾贝卡·萨勒莎比勒·易卜拉欣（Rebeka Salsabil Ibrahim，1998年5月19日—），曾用名蕾贝卡·科哈，是一名生于拉脱维亚的卡塔尔女子举重运动员。她最初代表拉脱维亚参赛，两度摘得世界锦标赛铜牌，四度在欧洲锦标赛上获得奖牌。2020年，她与卡塔尔田径选手Moaaz Mohamed Ibrahim订婚，并在同年7月底宣布改信伊斯兰教，不久后，她宣布退役。2022年，她生下第一名女儿，并在数个月后重回赛场，开始代表卡塔尔参赛。